# 光洁拟梯形蟹
光洁拟梯形蟹（学名：Tetralia glaberrima）为扇蟹科拟梯形蟹属的动物。分布于越南、琉球群岛、塔希提、土阿莫土群岛、汤加群岛以及中国大陆的西沙群岛等地，生活环境为海水，一般生活于杯形珊瑚的枝丛间。